# Il ladro di crimini
Il ladro di crimini è un film del 1969 diretto da Nadine Trintignant.

## Trama
Jean Girod è un impiegato, sposato con Olga e conduce una vita famigliare piuttosto monotona. Un giorno, nei pressi di una diga in costruzione, vede una ragazza suicidarsi. Tornando a casa in autobus comincia a pensare e fantasticare sull'accaduto. La sua fantasia e la mancanza di stimoli forti nella sua vita, unita a una forte dose di narcisismo, lo portano all'idea di fare passare il suicidio come omicidio e di auto-accusarsi del crimine. Affitta dunque una stanza vicino all'amico Christian e comincia a lavorare al progetto. Manda una serie di lettere alla polizia e segue con curiosità sempre crescente il susseguirsi delle indagini.
Al bar spesso ascolta le conversazioni degli avventori per sapere cosa pensano di questo strano individuo. Instaura un buon rapporto anche con Florinda, la sensuale fidanzata di Christian. Con la moglie si vede sempre meno, ma lei d'altronde gli perdona tutto. Si assenta anche una settimana dall'ufficio per scrivere lettere anonime e ritagliare dai quotidiani tutti gli articoli che lo riguardano.
Con il passare del tempo la polizia e i giornali però dedicano sempre meno tempo al suo caso e questo lo infastidisce, al punto che telefona seccato ad un quotidiano per lamentarsi di essere stato quasi dimenticato. Pur di salire agli onori della cronaca e venire arrestato, Jean arriverà al punto di commettere un omicidio vero.

## Colonna sonora
A fare da sfondo alle scene di questo film è la Mass in F Minor pubblicata dal gruppo americano The Electric Prunes nel 1968 e che fu il primo esperimento di messa beat d'oltreoceano dopo quello di Marcello Giombini che nel 1966 compose La Messa dei Giovani.